# Qeydī Bolāgh
Qeydī Bolāgh (persiska: قِيدلی بُلاغ, قَيدلی بُلاغ, قيدی بلاغ, Qeydlī Bolāgh) är en ort i Iran.   Den ligger i provinsen Hamadan, i den nordvästra delen av landet, 290 km väster om huvudstaden Teheran. Qeydī Bolāgh ligger 1 935 meter över havet och antalet invånare är 304.
Terrängen runt Qeydī Bolāgh är platt åt sydväst men kuperad åt nordost. Runt Qeydī Bolāgh är det ganska tätbefolkat, med 75 invånare per kvadratkilometer. Närmaste större samhälle är Bahār, 18,4 km sydost om Qeydī Bolāgh. Trakten runt Qeydī Bolāgh består i huvudsak av gräsmarker.